# 2502 Нуммела
2502 Нуммела (2502 Nummela) — астероїд головного поясу, відкритий 3 березня 1943 року.
Тіссеранів параметр щодо Юпітера — 3,166.